# 庸山景庸
庸山景庸（ようざんけいよう、永禄2年（1559年） - 寛永3年7月17日（1626年9月7日））は美濃国出身の臨済宗僧侶で、俗姓は遠藤氏。妙心寺86世住持を務めたほか、塔頭聖澤院の中興となった。
臨滹山大仙寺の以安智察を師として若くして出家し、師に従って妙心寺に移った。以安智察が遷化した後は、その法嗣である東漸宗震に学び印可を得ている。文禄3年（1594年）、東漸宗震の命により豊後船井城主の早川長政の外護のもと、当時廃れていた妙心寺聖澤院を再興し、その中興となる。慶長4年（1599年）、紫衣を賜い妙心寺86世となっている。慶長16年（1611年）には請われて犬山瑞泉寺の住持を務めている。寛永3年（1626年）7月17日に聖澤院にて順世。
法嗣に江戸時代に臨済禅復興の曙光となった愚堂東寔がいる。派祖東陽英朝から愚堂東寔に至るまでの聖澤派八祖のうち七祖に数えられている。